# Ophiozonella polyplax
Ophiozonella polyplax är en ormstjärneart som först beskrevs av Hubert Lyman Clark 1911.  Ophiozonella polyplax ingår i släktet Ophiozonella och familjen Ophiolepididae. Inga underarter finns listade i Catalogue of Life.